# Lei da Sudermânia
A Lei da Sudermânia (em sueco: Södermannalagen) foi a lei oficial da província da Sudermânia, na Suécia. Foi escrita entre 1279 e 1285, no tempo do rei Magno III (r. 1275–1290), e consideravelmente revisada em 1325.

## Manuscritos e edições

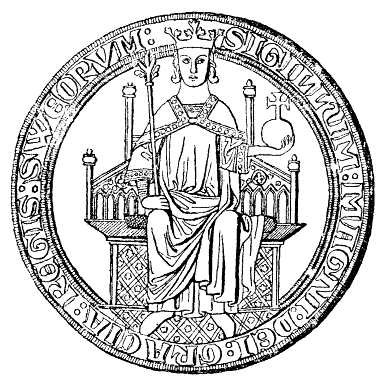
Selo do rei r.

A lei da Sudermânia sobreviveu em dois manuscritos do século XIV. O mais antigo é o B53 da Biblioteca Real de Estocolmo e o outro é o 2237,4° da Coleção Real de Copenhague. Além deles, há 47 fragmentos da parte clerical listados no Volume IV (p. XIII-XLIII) da obra de Carl Johan Schlyter. O B53 é datado após 1327, enquanto o 2237,4° surgiu após 1335, embora o conteúdo seja mais antigo: em 22 de março de 1279, lote do hundredo de Quinda foi garantido ao bispo Anundo de Estregnésia (cum vulgari sudermannie consuetudine); em 13 de março de 1281, o rei Magno III (r. 1275–1290) confirmou a venda de propriedade à Catedral de Estregnésia pelo duque Érico (secundum consuetudinem suthirmannie); em 1285 há as "leis e costumes da Sudermânia" (leges et consuetudines Suthirmanie).
Não se sabe ao certo quando foi feita, mas deve ter sido no tempo de Magno uma vez que reinou sob contínua segurança jurídica com ajuda do bispo Anundo. É possível, por sua vez, que tenha sido feita por comparação com a Lei da Uplândia, cuja confirmação data de 2 de janeiro de 1296. Enquanto a redação do manuscrito A não corresponde à Lei da Uplândia nem ao Protocolo de 1325, no B há 30 casos de texto idêntico à Lei. Assim, o A foi registrado antes de 1296, tendo sido escrito em algum momento entre 1279 e 1285. A julgar as particularidades linguísticas do texto (construção de particípio e expressões duplas tautológicas) que requeriam conhecimento de latim, é provável que foi editado por um clero, talvez o próprio Anundo ou um membro do capítulo de Estregnésia. Nas primeiras década do século XIV, na esteira de profundas mudanças políticas, a lei passou por mudanças visando mudar leis que fossem política e economicamente prejudiciais à aristocracia.

## Conteúdo
A Lei da Sudermânia possui uma Confirmação e Prólogo e está dividida em dez seções. Oferece um compromisso entre a Lei da Uplândia e outras leis locais, estabelecendo um princípio gradual de herança, mas homens e mulheres igualmente próximos eram co-herdeiros. Além disso, dá ênfase ao direito eclesiástico como reflexo da política eclesiástica conduzida pelos tutores do infante Magno IV (r. 1319–1364). Por influência dos nobres participantes da comissão que alterou o conteúdo deste código legal, as regras à eleição real foram alteradas, e os nobres tinham poder sobre ela.